# 2008 v loďstvech
Tento článek obsahuje významné události v oblasti loďstev v roce 2008.

## Lodě vstoupivší do služby
- 1. ledna –  USNS Richard E. Byrd (T-AKE-4) – zásobovací loď třídy Lewis and Clark[1]

- 13. března –  Ašigara (DDG-178) – torpédoborec třídy Atago

- 27. března –  Cavour (C550) – letadlová loď

- 5. dubna –  INS Kesari (L15) – tanková výsadková loď třídy Shardul

- 8. dubna –  Louise-Marie (F931) – fregata třídy Karel Doorman

- 16. dubna –  Braunschweig (F260) – korveta třídy Braunschweig

- 30. dubna –  HNoMS Otto Sverdrup (F312) – fregata třídy Fridtjof Nansen

- 3. května –  USS North Carolina (SSN-777) – ponorka třídy Virginia[2]

- 5. června –  USNS Robert E. Peary (T-AKE-5) – zásobovací loď třídy Lewis and Clark[3]

- 4. srpna –  USCGC Bertholf (WMSL-750) – kutr pobřežní stráže třídy Legend

- 9. srpna –  USS Sterett (DDG-104) – torpédoborec třídy Arleigh Burke

- 19. srpna –  Barroso (V34) – korveta[4]

- 5. září –  Čchö Jong (DDH-981) – torpédoborec třídy Čchungmukong I Sun-sin

- 22. září –  Magdeburg (F261) – korveta třídy Braunschweig

- 10. října –  USS Wayne E. Meyer (DDG-108) – torpédoborec třídy Arleigh Burke[5]

- 18. října –  Sultan Iskandar Muda (367) – korveta třídy Sigma

- 25. října –  USS New Hampshire (SSN-778) – ponorka třídy Virginia

- 30. října –  USNS Amelia Earhart (T-AKE-6) – zásobovací loď třídy Lewis and Clark[6]

- 8. listopadu –  USS Freedom (LCS-1) – ověřovací kus Littoral Combat Ship

- 17. prosince –  Yoon Young-ha (PKG 711) – hlídková loď třídy Gumdoksuri[7]

- 22. prosince –  Tchedžo Veliký (DDG-991) – torpédoborec třídy Tchedžo Veliký

- Prosinec –  Forbin (D620) – torpédoborec třídy Horizon